# Heyman-Front Jazz
Heyman-Front Jazz (lub zamiennie Front-Heyman Jazz) – polski orkiestra jazzowa założona ok. 1930 roku przez Juliana Fronta i Zygmunta Heymana, działająca do ok. 1934 roku.